# Ingrid Carlqvist
Ingrid Kristina Carlqvist, född 9 november 1960 i Vantörs församling i Stockholm, är en svensk författare, chefredaktör och journalist. Hon har bland annat arbetat på Kvällsposten, Barometern och Aftonbladet. Därtill var Carlqvist mellan 2008 och 2009 chefredaktör för gratistidningen Villaliv, men avskedades efter en rad blogginlägg med kontroversiella åsikter om rättssäkerhet och incest.
Mellan 2015 och 2018 drev Carlqvist podcasten Ingrid och Conrad där hon bland annat uttryckte att hon, för att rädda Sverige från islam, kunde tänka sig ett tillfälligt samarbete med Nordiska motståndsrörelsen. I april 2019 dömdes hon till dagsböter för underlåtenhet att utse en ansvarig utgivare för podcasten. Hon var vice ordförande i den högerextrema föreningen Det fria Sverige 2017–2018.

## Biografi
Carlqvist föddes 1960 i Stockholm. Hennes farmor var den socialdemokratiska riksdagsledamoten Ingeborg Carlqvist. Hon växte upp i Helsingborg och gick på Bjärehovsskolan i Bjärred. Hennes föräldrar skilde sig och hennes far skaffade en ny familj. Mellan 1979 och 1981 studerade Carlqvist vid Journalisthögskolan i Göteborg. 1992 gifte hon sig med en marockansk man. De var gifta i fyra år.

### Journalistisk verksamhet
Efter utbildningen har Carlqvist arbetat som journalist vid flera tidningar. 1984 följde hon resningsrättegången mot Keith Cederholm för Nordvästra Skånes Tidningar, och Jan Guillous arbete för att bevisa Cederholms oskuld, något som påverkade hennes syn på sitt yrke som journalist. Senare har hon arbetat på Kvällsposten/IDag, där hon så småningom blev nyhetschef. Under den perioden blev hon mer intresserad av rättsövergrepp och falska anmälningar om pedofili och incest. Resultatet blev bland annat en artikelserie i IDag, "Incestpaniken", sommaren 1992.
1999 sade Carlqvist upp sig från Kvällsposten och började frilansa. Hon ägnade också tid åt att föreläsa om hur domstolar behandlar incestmisstänkta fäder.
| ”                        | Vi har bilden av den evigt goda modern. Pappa kan däremot vem som helst vara. Synen på mamman och pappans föräldraskap är helt olika och där måste vi tänka om. Vi har fått en felaktig bild av pappor som monster. | „ |
| – Ingrid Carlqvist, 2010 | |   |

Dessutom gav hon sig in i diskussionen om boken Mia: Sanningen om Gömda som kritiserade Liza Marklund och Maria Erikssons bok Gömda. 2006–2008 arbetade hon som journalist på gratistidningen Punkt se.  Åren 2009–2010 var hon chefredaktör för tidningen Villaliv. Hon fick enligt egen utsaga sparken "sedan en eller flera anonyma personer mejlat tidningens annonsörer med hot om bojkott om de inte slutade annonsera i en tidning med en 'pedofilvänlig' chefredaktör". Enligt Villalivs VD Fredrik Lindbladh kostade hennes texter om rättssäkerhet tidningen 450 000 kronor i indragna annonsintäkter. Hon har därefter arbetat som textredigerare/textgranskare på Aftonbladet 2010–2011.
2010 valdes Carlqvist in i styrelsen för Publicistklubbens södra avdelning. Där hade hon redan tidigare lett flera debatter. 2011 avgick hon som dess vice ordförande, efter en konflikt om ett framträdande av den danske författaren Mikael Jalving.
2011 blev hon krönikör för Kalmartidningen Barometern, men tvingades att sluta efter en krönika med titeln "Gud bevare oss för antirasister", där hon försvarar Sverigedemokraterna efter antirasisternas motdemonstration den 15 oktober i Malmö.

### Författarskap
2005 debuterade Carlqvist som författare av boken Ego girl, tillsammans med Carolina Gynning, om hur Gynning som 17-åring upptäcktes som modell och förlorade sig i sex och droger, innan hon redde ut sitt liv igen. De samarbetade åter 2009 om boken Ego woman.
2009 utkom hennes första samarbete med mediet Benny Rosenqvist, Ljusfolket, "handbok till liven efter detta". Senare har de även skrivit böckerna Mellan himmel och jord (2010), En resa i min själ (2012) och Din innersta fruktan (2012), den senaste en "medium-thriller".
Hon har dessutom skrivit en bok om en man vars barn kidnappas (Inte utan mina söner, 2009), en bok om Keith Cederholm (2010), en bok om en flicka som kidnappats från Libanon (Horungen, 2012), och en bok om den svenska kvinnan Catrin Streete, som under ett par år på 1990-talet hade ett förhållande med en av Usama bin Ladens bröder, (’’Mina år med Bin Ladens’’, 2012). Hennes egna böcker har blivit omstridda, något till exempel Monica Antonsson skriver om.
Förutom att skriva egna verk och tillsammans med andra har Carlqvist översatt böcker, inklusive flera Harlequin-böcker.

### Tryckfrihetssällskapet
Efter sin korta tid som krönikör på Barometern år 2011 startade Carlqvist två projekt: Tryckfrihetssällskapet och Dispatch International.
Tryckfrihetssällskapet grundade hon tillsammans med dansken Lars Hedegaard. Dess första möte ägde rum den 31 januari 2012 och hade rubriken "Finns det yttrandefrihet i Sverige? - En Nordisk betraktelse"., och är en svensk variant av den danska motsvarigheten Trykkefrihedsselskabet som grundades 2004. På mötesinbjudan finns Hedegaard presenterad med beskrivningen "Dömd för brott mot ”rasismeparagrafen 266b” för att han i en intervju bland annat sa att ”när en muslimsk man våldtar en kvinna, är det hans rätt att göra det”. Har skrivit boken Mohammeds piger om kvinnoförtryck i islam." Andra medverkande var Gunnar Sandelin, Mikael Jalving och Hans Rustad.
Carlqvist skrev att föreningen behövs eftersom "det skrämmer mig att så många svenska journalister döljer viktiga fakta om de heliga korna Feminismen, Mångkulturalismen och Det heliga moderskapet. [...] den heligaste av alla kor, mångkulturen, får bara nämnas i positiva ordalag. [...] Plötsligt insåg jag var den stora skillnaden mellan dem som vuxit upp med islam och oss som fostrats i den judisk/kristna världen ligger. Det är inte bara religionen i sig som skiljer oss, utan det faktum att kristna och judar är så insmorda i Upplysningens marinad att vi inte ens reflekterar över den längre. Det är fullständigt självklart för oss att vetenskap och förnuft går före religiös tro."
Föreningen har kritiserats både för inbjudningar av personer med band till de webbforum där Anders Behring Breivik var aktiv och för anknytning till Sverigedemokraterna, bland annat av Expo. Svenska Dagbladet har svarat på föreningens påståenden om att yttrandefriheten är hotad, bland annat genom att peka på hur föreningen skyller problem på muslimer/mångkulturalism och/eller feminism genom att "spä på fördomar". Carlqvist har också fått kritik för att låta föreningens Facebook-sida "bli till ett högerextremt tillhåll", något som gör "förfärliga saker med hennes anseende som journalist". Carlqvist försvarar sig med att "den enda agenda Tryckfrihetssällskapet har är kampen för det fria ordet." 27 oktober 2012 bjöd Tryckfrihetssällskapet in holländaren Geert Wilders med presentationen: "Han har åtalats och frikänts för hets mot folkgrupp. Han kallas konsekvent för ”högerextremist” i svenska medier, trots att partiet han leder är ett av Nederländernas största. Han har jämfört islam med fascism och Koranen med Mein Kampf."

### Dispatch International
I juli 2012 annonserade Carlqvist att hon skulle starta tidningen Dispatch International, också tillsammans med Lars Hedegaard. Det skulle vara "en tidning som skriver sanningen och har som mål att informera allmänheten i stället för att uppfostra den". Carlqvist är chefredaktör. I augusti 2012 kom den första artikeln på Dispatch Internationals webbplats, om Barack Obamas påstådda icke-amerikanska ursprung. I januari 2013, när det första tryckta numret av tidningen publicerades, uppstod stora diskussioner när den frilansade Expressen-skribenten Ulf Nilson knutits till tidningen som krönikör och senare sa sig inte ha undersökt vad det var för tidning. Researchgruppen kritiserade Dispatch International: "Tidningen har lyckats knyta till sig alla framträdande namn, ideologer och författare inom counterjihadrörelsens internationella nätverk." Tidningen har beskrivits som islamfientlig, men Carlqvist förordar termen "islamkritisk". Dispatch International har också kritiserats för att använda sig av källhänvisningar såsom "Affes statistikblogg" för påståenden om att 78% av alla våldtäkter begås av invandrare, något som Carlqvist försvarar med:
| ”                        | Läget i Sverige är så allvarligt att många av de som skriver för oss måste gå under pseudonym. De som går emot den politiskt korrekta strömmen blir utmobbade, utfrysta och kan förlora fru och barn. Så allvarligt är det. Men självklart har jag tagit reda på vem Affe är och vet att man kan lita på honom. | „ |
| – Ingrid Carlqvist, 2012 | |   |

I en ledare från augusti 2013 jämför Carlqvist ett inställt föredrag med företrädare för English Defence League med August Palms möte "Hvad vil Sosial-Demokraterna?". Hon har även anklagat stiftelsen Expo för att vara ”stasiliknande” och ”vänsterextremistisk”. Expo har tidigare granskat såväl Carlqvist som Dispatch International och funnit att: "Hon skuldbelägger och misstänkliggör människor kollektivt, enbart för att de delar tro. Det är något helt annat än religionskritik."
Carlqvist och bloggen Avpixlat har växlat hårda omdömen om varandra: Carlqvist har uttalat att "[Avpixlat] är inte journalister. Vi vet hur man ska göra."  Avpixlat har å andra sidan hävdat att Carlqvist försöker stjäla bloggens skribenter.
På grund av sitt arbete med Dispatch International har Carlqvist utsatts för hot, något som hon har polisanmält.

### Ingrid och Conrad
Mellan 2015 och 2018 drev Carlqvist podcasten Ingrid och Conrad tillsammans med en man som använder sig av pseudonymen "Conrad". Där uttryckte hon bland annat att hon under särskilda omständigheter kunde tänka sig ett samarbete med Nordiska motståndsrörelsen. Under 2016 försvann Carlqvist från podden under en kortare period, i samband med hennes konflikt med den islamfientliga tankesmedjan Gatestone. Carlqvist har påstått att "de som gått i bräschen för Sveriges grymma förvandling till Absurdistan är judar". Dessutom har Carlqvist liknat Svenska kommittén mot antisemitism vid judar "som stöttat Hitler".

### Det fria Sverige och tidningen Svegot
2017 presenterades Carlqvist som viceordförande för Det fria Sverige (DFS), en högerextrem organisation med målet att skapa ett "Svenskarnas Hus". I styrelsen ingår tidigare medlemmar av Svenskarnas parti och Nordiska motståndsrörelsen. Kort därefter lanserade organisationen även nättidningen Svegot där Carlqvist var journalist. Under 2018 avvecklades podden Ingrid och Conrad för att sedermera vara en del av Radio Svegot. I augusti 2018 lämnade Carlqvist sina uppdrag i föreningen Det fria Sverige såväl som tidningen Svegot.

### Twitter
På Twitter uttryckte hon år 2016 att hon kunde tänka sig ett samarbete med Nordiska motståndsrörelsen. Hon anser att antirasister är antidemokrater som vill störta den västerländska demokratin och i själva verket är fascister. Vidare anser Carlqvist att invandrare har för låg intelligens för demokrati.
Under Rysslands invasion av Ukraina har hon regelbundet uttryckt sympati för Ryssland och Vladimir Putin, som hon menar "håller familjen, kyrkan och nationen som det högsta". Hon har dessutom hävdat att "de flesta ryssar älskar Putin och hans politik som gett dem framtidstro och hopp" samt att "Putin aldrig har sagt att han vill utöka Rysslands gränser, bara att han inte vill ha Nato i grannlandet".